# Canon EOS 60D
La Canon EOS 60D és una càmera reflex digital de gamma mitja, anunciada per Canon el 2010. Aquesta, és una evolució de la Canon 50D, llençades al mercat amb dos anys de diferència.
La 60D pot captar tant fotografia com vídeo en Full-HD. Pot realitzar una ràfega de fins a 5,3 fps, consta d'un sistema AF de 9 punts.

## Característiques
Les seves característiques més destacades són:
- Sensor CMOS APS-C de 18 megapíxels
- Processador d'imatge DIGIC 4
- 9 punts d'autoenfocament en creu
- Disparo continu de 5,3 fotogrames per segon
- Sensibilitat ISO 100 - 6.400 (ampliable fins a 12.800)
- Gravació de vídeo: Full HD 1080p fins a 25/30 fps
- Pantalla LCD de 3,0" d'1.040.000 píxels abatible
- Bateria LP-E6
- Entrada de Jack de 3,5mm per a micròfons externs o gravadores

## Canon EOS 60Da
El 3 d'abril de 2012, Canon va anunciar una versió modificada de l'EOS 60D per a astrofotografia, anomenada EOS 60Da.
L'60Da és la successora de l'EOS 20Da. La càmera incorpora un filtre d'infrarojos modificat i un sensor de baix soroll amb una sensibilitat augmentada d'hidrogen-alfa (H-alfa) per a una millor captura de nebuloses vermelles d'emissió d'hidrogen. Aquesta és tres vegades més sensible a la llum H-alfa que la 60D, permetent així millors imatges de les nebuloses.

## Diferències respecte a la 50D
La Canon 60D té més megapíxels (18Mpx en lloc de 15,1Mpx). Aquesta ja graba vídeo en Full HD, mentre que el model anterior no incorpora aquesta funció i només realitza fotografies. La 50D al tenir un sensor d'imatge més antic, crea més soroll en ISOs altes.
La nova Canon incorpora una pantalla abatible mentre que la de la 50D és fixe. A diferència de la 50D, aquesta ja utilitza targetes SD en lloc de Compact Flash. La 60D amb la nova bateria (LP-E6) pot disparar quasi el doble de fotografies.

## Inclòs a la caixa
- Cos de la Canon EOS 60D[8]
- Ocular Eb
- Tapa de la càmera R-F-3
- Corretja per la càmera EW-EOS 60D
- Bateria LP-E6
- Carregador de bateria LC-E6E
- Cable USB IFC-130U
- CD de software: EOS Digital Solution i d'instruccions
- Cable stereo AV AVC-DC400ST

## Accessoris compatibles
- Tots els objectius amb muntura EF / EF-S
- Flaixos amb muntura Canon
- Micròfons amb entrada de Jack 3,5 mm
- Targetes de memoria SD, SDHC i SDXC
- Cable mini HDMI (tipus C)